# Кот-д’Ивуар
Кот-д’Ивуа́р (фр. Côte d'Ivoire [kot diˈvwaʁ]), официальное название — Респу́блика Кот-д’Ивуа́р (фр. République de Côte d'Ivoire [ʁe.py.ˈblik də kot diˈvwaʁ] — Берег Слоновой Кости) — государство в Западной Африке. Граничит с Либерией, Гвинеей, Мали, Буркина-Фасо и Ганой, с юга омывается водами Гвинейского залива Атлантического океана. До 1960 года — колония Франции.
В стране насчитывается более 60 этнических групп. Столица — Ямусукро (с населением района в 422 тыс. жителей), главный экономический и культурный центр страны — Абиджан (около 6,3 млн чел.). Официальный язык — французский, основные местные языки — дьюла, бауле, бате. Национальный праздник — День провозглашения независимости (7 августа 1960 года).

## Этимология
До 1986 года название государства официально переводилось на русский язык как Республика Бе́рег Слоно́вой Ко́сти. В октябре 1985 года съезд правящей Демократической партии постановил, что слово «Кот-д’Ивуар» является географическим названием и что оно не нуждается в переводе с французского языка.
Тем не менее, за пределами стран бывшего СССР название государства по-прежнему переводится как англ. Ivory Coast, нем. Elfenbeinküste, исп. Costa del Marfil, порт. Costa do Marfim, пол. Wybrzeże Kości Słoniowej и т. д.

## Природные условия
Преимущественно равнинная страна, покрытая влажнотропическими лесами на юге и высокотравной саванной на севере.
Природные ресурсы — нефть, газ, алмазы, марганец, железная руда, кобальт, бокситы, медь, золото, никель, тантал.

### Климат
Климат — экваториальный на юге и субэкваториальный на севере. Средняя годовая температура — от +26 до +28 °C. Годовые суммы осадков — от 1100 мм на севере до 5000 мм на юге.
Страна лежит в двух климатических поясах — субэкваториальном на севере и экваториальном на юге. Среднемесячные температуры повсюду от +25 до +30 °C, но количество осадков и их режим различны. Климат в южной части страны, в зоне экваториального климата, жаркий и влажный с сильными дождями. Температура колеблется от +22 до +32 °C, а самые сильные дожди идут с апреля по июль, а также в октябре и ноябре. Здесь весь год господствует океанический воздух и не бывает ни одного месяца без осадков, сумма которых за год доходит до 2400 мм. На севере, в субэкваториальном климате, разница температур более резкая (в январе опускается до +12 °C ночью, а летом превышает +40 °C), осадков гораздо меньше (1100—1800 мм) и ярко выражен сухой зимний период. С декабря по февраль в северных областях страны дуют ветры харматан, приносящие жаркий воздух и песок из Сахары, резко сокращая видимость и затрудняя дыхание.

### Внутренние реки
Главные реки — Сасандра, Бандама и Комоэ, однако ни одна из них не судоходна более чем на 65 км от устья из-за многочисленных порогов и резкого снижения уровня воды в сухой период.

### Растительность
Для Кот-д’Ивуара характерен тропический климат с четырьмя климатическими сезонами в прибрежных и центральных районах и двумя сезонами в северной саванне. Флора Кот-д’Ивуара изменяется с юга страны, где произрастают густые тропические леса из вечнозелёных растений (африканская лофира, ироко, красное басамское дерево, иангон, чёрное эбеновое дерево и др.), до севера, где преобладает саванна с редколесьем и травянистыми растениями. По берегам водоёмов на юге, около 4-й параллели, расположена зона тропического леса из деревьев, растущих в воде. В этой зоне культивируют кофе, какао, бананы и ананасы. На западе этой зоны находится Национальный парк «Taи» — один из последних первичных лесов Африки, признанный ЮНЕСКО мировым достоянием.
Далее на север, в центре страны располагается влажная тропическая зона. Здесь начинается господство саванны, однако на этой широте ещё много деревьев. Саванна используется для выращивания кофе, а на её северных границах располагаются плантации хлопчатника. Начиная отсюда тропический климат определяет обилие больших саванн с густыми травами и зарослями кустарников. Здесь возделывают такие культуры, как просо, сорго, рис, хлопчатник и множество огородных растений.
Многие растения флоры Кот-д’Ивуара представляют интерес как источники пищевых, технических и лекарственных продуктов.

### Животный мир
В Кот-д’Ивуаре водятся шакалы, гиены, леопарды, слоны, шимпанзе, крокодилы, несколько видов ящериц и ядовитых змей.

### Природоохранные территории
Страна обладает одной из самых развитых систем национальных парков в Западной Африке. Национальный парк Таи включён в список Всемирного наследия.

## История

### Доколониальный период
Территорию современного Кот д’Ивуара ещё в 1-м тысячелетии до нашей эры заселяли пигмеи, занимавшиеся в условиях каменного века охотой и собирательством. Затем туда стали переселяться и другие африканские народы, первыми из них были сенуфо, пришедшие в XI веке с северо-запада.
В XV—XVI веках с севера пришли племена манде (малинке, дьюла и др.), оттеснившие сенуфо. В начале XVIII века манде создали государство Конг, которое стало важным торговым центром и центром распространения ислама в Западной Африке.

### Колониальный период
Впервые европейцы начали высаживаться на берегу современного Кот д’Ивуара в XV веке. Это были португальцы, голландцы, датчане. Португальцы были первыми, в 1460-х годах. Европейцы покупали у аборигенов слоновую кость, золото, рабов.
Первыми поселенцами из Европы стали французские миссионеры, высадившиеся там в 1637 году. Их первое поселение вскоре было уничтожено аборигенами. Через полвека, в 1687 году, была создана новая французская миссия, на этот раз при вооружённой охране. В начале XVIII века французы попытались основать на побережье ещё два поселения, но они просуществовали лишь несколько лет.
Французы вновь занялись освоением Берега Слоновой Кости с 1842 года. Они восстановили форт Гран-Басам (на побережье, недалеко от нынешнего Абиджана), а к 1846 году установили свой протекторат практически над всеми прибрежными племенами.
В глубь страны французы начали продвигаться с 1887 года. В течение двух лет французы заключили договоры с большинством племён от побережья до современной северной границы страны.
В 1892 году были установлены границы с Либерией, в 1893 году — с британской колонией Золотой Берег (современная Гана).
В 1893 году Берег Слоновой Кости был выделен в отдельную французскую колонию (из состава колонии Сенегал), а в 1895 году БСК был включён в состав Французской Западной Африки.
В колониальный период французы стали развивать там производство экспортных культур (кофе, какао, бананов и другие), а также добывать алмазы, золото, марганцевую руду, разрабатывали лесные богатства. Французы занялись развитием инфраструктуры, в частности строительством железных и шоссейных дорог, морских портов.
В октябре 1946 года Берегу Слоновой Кости был предоставлен статус заморской территории Франции, был создан генеральный совет территории.
В марте 1958 года была провозглашена автономная Республика Берег Слоновой Кости.

### Период после обретения независимости
7 августа 1960 года была провозглашена независимость страны. Лидер Демократической партии Уфуэ-Буаньи стал её президентом, ДП стала правящей и единственной партией. Был провозглашён принцип неприкосновенности частной собственности. Страна продолжала оставаться аграрным и сырьевым придатком Франции, однако по африканским меркам её экономика находилась в хорошем состоянии, темпы экономического роста достигали 11 % в год. Берег Слоновой Кости в 1979 году стал мировым лидером по производству какао-бобов, однако успехи в этой области опирались на удачную конъюнктуру и сочетание наличия квалифицированных менеджеров, зарубежных инвестиций и большого количества дешёвых рабочих рук, в основном гастарбайтеров из соседних стран.
Однако в 1980-е годы цены на кофе и какао на мировых рынках упали, в 1982—1983 страну постигла жестокая засуха, начался экономический спад; к концу 1980-х годов показатель внешнего долга на душу населения превысил аналогичный показатель всех стран Африки, кроме Нигерии. Под давлением общественности Уфуэ-Буаньи пошёл на политические уступки, легализовал альтернативные правящей политические партии, инициировал избирательный процесс, и в 1990 году был избран президентом.
В 1993 году он умер, и страну возглавил давно считавшийся его наследником Анри Конан Бедье. В 1995 году состоялся форум по вопросам инвестиций в экономику страны, в котором участвовали и российские компании. В конце 1990-х годов усилилась политическая нестабильность, у Бедье появился серьёзный конкурент: Алассан Уаттара. Он родился на территории Кот-д’Ивуара, a его родители были родом из Буркина Фасо, но впоследствии получили ивуарийское гражданство. Тогда как по Конституции страны на пост президента может претендовать только тот кандидат, у которого оба родителя — ивуарийцы по рождению, а не по натурализации. Таким образом, все люди, рождённые в смешанных браках, исключаются из возможной борьбы за президентский пост. Это обстоятельство усугубило уже намечавшийся раскол общества по этническому признаку. К тому времени от трети до половины населения страны составляли лица зарубежного происхождения, в основном работавшие ранее в сельском хозяйстве, пришедшем по причине ухудшившейся экономической конъюнктуры в упадок.
25 декабря 1999 года в стране произошёл военный переворот, организатор которого Робер Геи, бывший армейский офицер, провёл в 2000 году президентские выборы, ознаменованные подтасовками и массовыми беспорядками. Официально победителем выборов был признан лидер оппозиции Лоран Гбагбо.
19 сентября 2002 года в Абиджане против него был совершён военный мятеж, который организовал Робер Геи. В ходе мятежа Геи, а также министр внутренних дел страны Эмиль Бога Дуду были убиты. Мятеж был подавлен, но послужил началом гражданской войны между политическими группировками, представлявшими север и юг страны.
Основной повстанческой группировкой севера, возможно, пользовавшейся поддержкой правительства Буркина-Фасо, были «Патриотические силы Кот д’Ивуар» во главе с Гийомом Кигбафори Соро. Кроме того, на востоке страны действовали другие группировки.
С конца 2002 года в конфликт также вмешалась Либерия.
На стороне Гбагбо выступила Франция («операции Ликорн») (под предлогом защиты многочисленного европейского населения страны) и помогла президенту своими вооружёнными силами.
Также в Кот-д’Ивуар были направлены войска из соседних африканских стран (в том числе из Нигерии).
В 2003 году между официальными властями и повстанцами было достигнуто соглашение о прекращении столкновений, однако ситуация продолжала оставаться нестабильной: правительство контролировало только юг страны.
Прочное мирное соглашение удалось подписать только весной 2007 года.
В конце 2010 года в Кот-д’Ивуаре прошли президентские выборы, которые вылились в острый политический кризис и, как следствие, гражданскую войну. Международные организации зафиксировали многочисленные нарушения прав человека с обеих сторон, несколько сотен человек погибло. В ходе совместной операции ООН и французских войск Лоран Гбагбо был отстранён от власти, новым президентом стал Алассан Уаттара.

## Политический строй
Кот-д’Ивуар — президентская республика. Президент страны избирается прямым голосованием сроком на 5 лет с возможностью переизбрания один раз. Он обладает всей полнотой исполнительной власти, назначает и отстраняет премьер-министра. Президент обладает законодательной инициативой наряду с двухпалатным парламентом.
Согласно Economist Intelligence Unit страна в 2018 была классифицирована по индексу демократии как гибридный режим.

## Административное деление
Начиная с 2011 года, страна была разделена административно на 12 округов и два автономных городских округа. Округа делятся на 31 регион, а регионы разделяются на 108 департаментов; департаменты подразделяются на 510 субпрефектур. В некоторых случаях, несколько деревень организованы в коммуны. Автономные округа не делятся на районы, но они содержат департаменты, супрефектуры, коммуны.

## Население
Численность населения — 29 389 150 (перепись 2021 года).
Годовой прирост — 2,16 % (перепись 2021);
Рождаемость — 29,1 на 1000 (фертильность — 3,67 рождений на женщину, младенческая смертность — 59,1 на 1000 рождений) (перепись 2020);
Смертность — 7,9 на 1000 (перепись 2023);
Средняя продолжительность жизни — 59 лет у мужчин, 64 года у женщин (перепись 2023);
Заражённость вирусом иммунодефицита (ВИЧ) — 2,6 % (оценка 2018 года).
Грамотность — 54 % мужчин, 41 % женщин (оценка 2018 года).
Городское население — 51,7 % (в 2020).
Этнический состав — аканы (аборон, бауле и т. д.) 28,9 %; гур (лоби) 16,1 %; северные манде 14,5 %; кру 8,5 %; южные манде (дан и т. д.) 6,9 %; другие 25,1 % (в том числе около 100 тыс. арабов и около 14 тыс. французов) (оценка 2014 года).
Языки — французский (официальный), около 60 африканских языков, из них наиболее распространённый — дьюла (как язык межплеменного общения).
Религии — мусульмане 42,9 %; католики 17,2 %; евангелисты 11,8 %; методисты 1,7 %; другие христиане 3,2 %; анимисты 3,6 %; аборигенные культы 0,5 %, атеисты 19,1 %. Христиане представлены католиками, православными и протестантами (в основном пятидесятниками из Ассамблей Бога, методистами, адвентистами).
Из иностранных мигрантов — 70 % мусульман и 20 % христиан (оценка на 2008 год).

## Культура
Современная ивуарийская литература представлена писателями-романистами (Жозетт Абондьо, Танелла Бони, Ахмаду Курума), детскими писателями (Вероника Таджо, авторами графических романов (Маргарита Абуэ), драматургами (Бернар Бинлин Дадье). Авторы из Кот-д’Ивуара пишут как на французском, так и на многих других языках, а в своём творчестве многие используют постколониальную теорию, обсуждая историю страны и её социальные проблемы.
В стране функционирует Национальная библиотека Кот-д’Ивуара.

## Образование
В 1968 году около 80 % населения было неграмотно. В начальных школах обучалось: 353,7 тыс. чел (1968), 9,5 млн (1980), к 2012 году 94,2 % детей посещали начальную школу. В 2012 году среднюю школу посещали 39 % детей. В 2020 году 60,3 процента мужчин были грамотными, но имелись огромные пробелы в образовании для женщин — лишь 38,6 % из них посещали школу. Многие дети из бедных семей от 6 до 10 лет не посещали школу. В конце 1980 года начался выпуск национальных школьных учебников, за основу которых были взяты французские школьные учебники, в которые были добавлены главы о местных обычаях и ценностях.
Большой прогресс со времени получения независимости произошёл в высшем образовании: если в 1969 году имелся один университет в Абиджане, на четырёх факультетах которого обучалось 1067 студентов, то в 1987 году в университете обучались 18 732 человека, в том числе 3200 женщин. В 2020 году насчитывалось три университета: в Абиджане, Буаке и Ямусукро. Высшим образованием владеет 4 % населения. Количество студентов катастрофически уменьшилось в результате насилия и политической неопределённости в 2010 годах.
С 2009 года действует новая структура высшего образования, аналогичная болонской системе степеней.
- Университет Феликса-Уфуэ-Буаньи
- Высший технологический институт Кот-д'Ивуара
- Католический университет Западной Африки

## Экономика
Преимущества. Хорошо развитое сельское хозяйство; важный производитель какао (первое место в мире) и кофе (четырнадцатое место в мире). Относительно хорошая инфраструктура. Растущая нефтяная и газовая промышленность, значительные иностранные инвестиции. Выгодное перераспределение долгов.
Слабые стороны. Нестабильность. Отсутствие инвестиций в образование. Сильная зависимость от какао и кофе (около четверти ВВП страны поступает от экспорта какао-бобов и кофе), тяжёлый нелегальный детский труд на плантациях.
В среднем, экономика страны на протяжении последних лет демонстрирует устойчивый экономический рост в 2,5—3 % в год (за вычетом инфляции), а ВВП на душу населения в Кот-д’Ивуаре в 2009 году равнялся 1,7 тыс. долларов, что довольно высоко по меркам Чёрной Африки (15-е место в регионе). Ниже уровня бедности — 42 % населения (в 2006 году).
В сельском хозяйстве занято порядка 70 % активного населения страны; продукция этого сектора экономики даёт более 60 % экспортных поступлений в бюджет. Кот-д’Ивуар является крупнейшим в Африке экспортёром пальмового масла и натурального каучука. Помимо кофе и какао к основным экспортным культурам относятся бананы, хлопок, сахарный тростник, табак. Развито также выращивание кокосовой пальмы, арахиса.
В настоящее время Кот-д’Ивуар является одним из основных экспортёров ананасов в Россию.
В лесах ведутся заготовки ценных пород древесины (в том числе чёрного (эбенового) дерева), сбор сока гевеи (для производства каучука). Для сельскохозяйственных нужд разводятся овцы, козы; ведётся промысловый вылов рыбы.
Нефть и газ добываются в основном на континентальном шельфе. Кроме того, разрабатываются месторождения никелевой, марганцевой и железной руд, а также бокситов, алмазов и золота.

### Иностранный капитал
Большое значение в экономике страны имеет французский капитал. Среди крупнейших французских корпораций в Кот-д’Ивуаре представлены Total (добыча и переработка нефти), Électricité de France (энергетика), Michelin (производство шин), Lafarge (производство стройматериалов), «Трансдев» / «Сетао» и «Буиг» (строительство), France Télécom (телекоммуникации), Castel Group (производство пива и напитков), BNP Paribas, «Креди Агриколь» / «Креди Лионне» и Société Générale (финансовые услуги).
В стране присутствуют также американские компании ExxonMobil (добыча нефти), Citibank и JPMorgan Chase (финансовые услуги); британские компании Royal Dutch Shell (добыча нефти), Unilever (производство продуктов питания и бытовой химии) и Barclays (финансовые услуги); швейцарские компании Nestlé (производство кофе) и Holcim (производство стройматериалов); индийские компании Tata Steel (металлургия) и Oil and Natural Gas Corporation (добыча нефти).

### Внешняя торговля
По данным на 2017 год:
Экспорт — 10,3 млрд $ — какао-бобы (37 %) и прочие какао продукты, резина и каучук (11 %), сырая нефть и нефтепродукты, золото, кофе, бананы, фрукты и орехи.
Основные покупатели — Нидерланды 15 %, США 12 %, Франция 9 %, Германия 7,1 %, Бельгия и Люксембург 7,1 %.
Импорт — 8,37 млрд $ — сырая нефть (7,9 %) и нефтепродукты; промышленные товары (машины и оборудование — 16,8 %, химические товары, включая лекарства — 11,2 % металлы — 7,2 %); продовольствие (в основном рис — 4,1 %, рыба — 3,4 % и пшеница — 1,6 %, а также напитки, табачные изделия, продукция животноводства и конопля).
Основные поставщики — Китай 20 %, Франция 16 %, Нигерия 8,1 %, Индия 6,3 %.
Входит в международную организацию стран АКТ.

## СМИ
Государственная телерадиокомпания RTI (Radiodiffusion télévision ivoirienne — «Ивуарское радиовещание и телевидение»), создана 26 октября 1962 года, одновременно была запущена радиостанция Radio Côte d’Ivoire, 7 августа RTI запустила одноимённый телеканал, 9 декабря 1983 года телеканал Canal 2, телеканал RTI был переименован в La Première, 11 ноября 1991 года RTI запустила радиостанцию Fréquence 2. Контроль над соблюдением законов о СМИ осуществляет Высшее управление аудиовизуальной коммуникации (Haute Autorité de la communication audiovisuelle), назначается Советом Министров (до 2011 года — Национальный совет аудиовизуальной коммуникации (Conseil national de la communication audiovisuelle)).